# کیم گلاس
کیمبرلی ماری گلاس (انگلیسی: Kimberly Marie Glass؛ زادهٔ ۱۸ اوت ۱۹۸۴) بازیکن والیبال و مدل اهل ایالات متحده آمریکا، عضو تیم ملی تیم ملی والیبال زنان ایالات متحده آمریکا و باشگاه پرایا است. کیم در المپیک ۲۰۰۸از بازیکن‌های تاثیرگذار تیم ملی آمریکا بود که در انتها به مدال نقره دست یافت.